# Can Vidalic (Ordis)
Can Vidalic és una obra d'Ordis (Alt Empordà) inclosa a l'Inventari del Patrimoni Arquitectònic de Catalunya.

## Descripció
Edifici entre mitgeres al carrer que surt del poble cap a la carretera d'Olot. És una casa amb dues alçades diferents, amb planta baixa i pis, i un segon pis a la part de l'edifici amb més alçada. La façana està totalment arrebossada i el que cal destacar és la portalada que és rectangular, amb els muntants construïts amb carreus de pedra, segurament d'Avinyonet, amb un sol bloc formant la llinda que al mateix temps serveix de peu a la balconada de la planta, també de construcció similar. Al mig de la llinda hi ha un escut amb un anagrama. D'aquesta construcció cal esmentar el ràfec que és a tres i dos sostres respectivament.